# 英一蝶 (2代目)
2代目英 一蝶（にだいめ はなぶさ いっちょう、生年不明 - 元文2年閏11月12日（1738年1月2日））は江戸時代の英派の絵師。

## 来歴
英一蝶の長男で門人。芙蓉斎、六巣と号す。姓は多賀氏、名は信勝。俗称は長八（郎）といった。一蝶の配流中に授かった子で、父とともに江戸へ出た。その後、父と不和となって実家を出て銚子に移住したといわれる。父の一蝶が愛用していた印章を使用している。墓所は深川の陽岳寺。法名は機外道輪居士。

## 作品
- 「舟上布袋図」　紙本墨画　1幅　荻野コレクション
- 「四季風俗図（四民図）」　六曲一双　豊田市郷土資料館　伝二代英一蝶筆